# سو بارکر
 سو بارکر (انگلیسی: Sue Barker؛ زاده ۱۹ آوریل ۱۹۵۶) یک تنیس‌باز اهل بریتانیا است.